# Oh My God (canção de Guns N' Roses)
"Oh My God" é uma canção da banda americana de hard rock Guns N' Roses lançada em 1999 na trilha sonora do filme End of Days. A música foi enviada para estações de rádio em novembro de 1999 como uma promoção da trilha sonora e da banda. Apesar de ter sido o primeiro lançamento gravado pelo grupo em quase cinco anos, nunca foi distribuída como single independente para venda pública. A canção foi escrita enquanto a banda estava gravando material para o álbum Chinese Democracy.

## Contexto
Num comunicado à imprensa, o vocalista Axl Rose deu detalhes sobre a canção:
"O refrão trata da repressão social de emoções profundas e muitas vezes dolorosas — algumas das quais podem ser aceitas voluntariamente por uma razão ou outra — cuja expressão adequada (aquela que promove cura, alívio e uma resolução positiva) é frequentemente desencorajada e muitas vezes negada. Emocionalmente, a música contempla diversas perspectivas abstratas, baseando-se tanto na expressão pessoal quanto no filme e em suas metáforas. A expressão apropriada e o veículo para tais emoções e conceitos não são algo a ser tomado como garantido.

 A luta do bem contra o mal, do positivo contra o negativo, do homem contra um destino aparentemente invencível, inabalável e não revelado, juntamente com a luta pessoal e universal para alcançar, manter e administrar de forma responsável o livre-arbítrio, pode ser — e muitas vezes é — frustrante, para dizer o mínimo. Na América, o direito constitucional do nosso país à liberdade de expressão nos dá uma chance maior de lutar por essa expressão do que muitos em outros países desfrutam. Pode ser um grande show, como dar uma surra no diabo!"
A canção foi escrita principalmente por Paul Tobias por volta de 1997.  Dizzy Reed escreveu o gancho do refrão.  Rose afirmou que os ex-membros Duff McKagan e Matt Sorum 'não conseguiram ver o potencial' da canção e não tinham interesse em gravar ou tocar a peça.  Sean Riggs, colega de quarto de Reed e baterista ocasional do estúdio GNR, ajudou a escrever a canção.
A canção foi escrita principalmente pelo então guitarrista da banda, Paul Tobias, por volta de 1997. O tecladista Dizzy Reed compôs o hook do refrão. Rose afirmou que os ex-integrantes Duff McKagan e Matt Sorum "não viram o potencial" da música e não tiveram interesse em gravá-la ou tocá-la. Sean Riggs, colega de quarto de Reed e baterista substituto ocasional do Guns N' Roses em estúdio, ajudou na composição da faixa.
Paul Tobias, Gary Sunshine e Dave Navarro tocam na música. A parte de Robin Finck foi escrita por Tobias e "extensivamente manipulada" pelo produtor Sean Beavan. Rose afirmou que Finck não esteve envolvido na escrita da gravação final, embora tenha participado do arranjo. Finck nega qualquer participação na música, apesar da alegação de Rose. As letras foram escritas por Rose, e programações adicionais foram feitas pelo engenheiro de áudio Stuart White. A canção estreou em um comercial do filme durante o MTV Video Music Awards de 1999 e foi incluída em trailers do longa antes de seu lançamento. Segundo fontes, Rose, Jimmy Iovine e vários técnicos de estúdio passaram a noite em claro ajustando a mixagem final antes do prazo de entrega. O produtor Sean Beavan declarou que Iovine escolheu pessoalmente a faixa para a trilha sonora após ouvir várias versões em andamento.
Em 2008, Rose afirmou que a música era uma demo inacabada apressada para ser lançada junto da trilha sonora do filme End of Days. Ele acrescentou: "há um remix com muitos novos vocais e uma introdução de guitarra mais selvagem, mas não é levado tão a sério".

## Recepção
"Oh My God" não teve bom desempenho nas rádios de rock. Teve uma curta permanência de 5 semanas nas paradas, alcançando a posição n.º 26 na US Mainstream Rock Charts. Ainda assim, venceu o prêmio Metal Edge Readers' Choice Award de 1999 na categoria Soundtrack Song of the Year.
O jornal The Washington Post descreveu a canção dizendo: "É um pouco mais densa, e de alguma forma mais pesada, do que antigamente, mas não há como não reconhecer Axl Rose, cujo rugido hipnótico permanece em uma categoria própria".
Em uma resenha do filme, o NYFilm teve uma opinião negativa sobre a faixa, afirmando: "Oh My God. 'God Awful' seria mais adequado. Acredite, não vale a espera. Se você já ouviu, sabe do que estou falando. Se não, confie em mim desta vez". Já o AllMusic descreveu a canção como "um retorno menos do que satisfatório".
Em um ranking com todas as 87 músicas do Guns N' Roses, a rádio WMMR colocou "Oh My God" na 83ª posição, descrevendo-a como "Axl tentando canalizar seu melhor Marilyn Manson, mas falhando na tentativa". O Medium avaliou a música como "uma faixa decente, mesmo que pareça ter sido montada a partir de peças sobressalentes de outras cinco canções". A revista Spin, também destacando as semelhanças com Marilyn Manson, afirmou: "É apenas uma faixa do GN’R incomumente sem melodia".
O então ex-integrante da banda, Slash, declarou que ao ouvir a música, ele "não teve nenhuma opinião real sobre ela" e que isso "o convenceu de que sua saída havia sido uma decisão sábia e de que ele e Axl definitivamente já não estavam mais na mesma sintonia musical".

## Ao vivo
"Oh My God" foi tocada ao vivo quatro vezes no início e no final de 2001, durante a primeira etapa da Chinese Democracy Tour. Desde então, permaneceu ausente, mas a banda chegou a tocá-la em passagens de som até 2011. Em uma entrevista à Guitarworks em abril de 2003, o guitarrista rítmico Richard Fortus mencionou que planejava usar sua guitarra Anderson Baritom em uma futura turnê ao executar a música. Embora não tenha sido tocada desde 2001, a canção apareceu como alternativa no setlist de uma apresentação da turnê Not In This Lifetime, em 2018.

## Créditos

### Guns N' Roses
- Axl Rose – vocal, composição
- Paul Tobias – guitarra rítmica
- Tommy Stinson – baixo
- Dizzy Reed – teclados, sintetizadores
- Chris Pitman – teclados, sintetizadores
- Josh Freese – baterias, percussão
- Robin Finck – guitarra solo

### Créditos adicionais
- Dave Navarro – guitarras adicionais
- Gary Sunshine – guitarras adicionais
- Stuart White – programação adicional

### Produção
- Sean Beavan – produção
- Andy Wallace – mixagem

## Paradas musicais
| Parada (1999)                              | Posição |
| ------------------------------------------ | ------- |
| Estados Unidos (Billboard Mainstream Rock) | 26      |